# 许爽
许爽（1955年7月—2016年4月3日），男，汉族，中华人民共和国政治人物，中国共产党党员，曾任中央政府驻澳门联络办协调部部长，第十一届全国政协委员。

## 生平
2008年，当选第十一届全国政协委员，代表特邀澳门人士，分入第五十四组。